# Lepidoniscus minutus

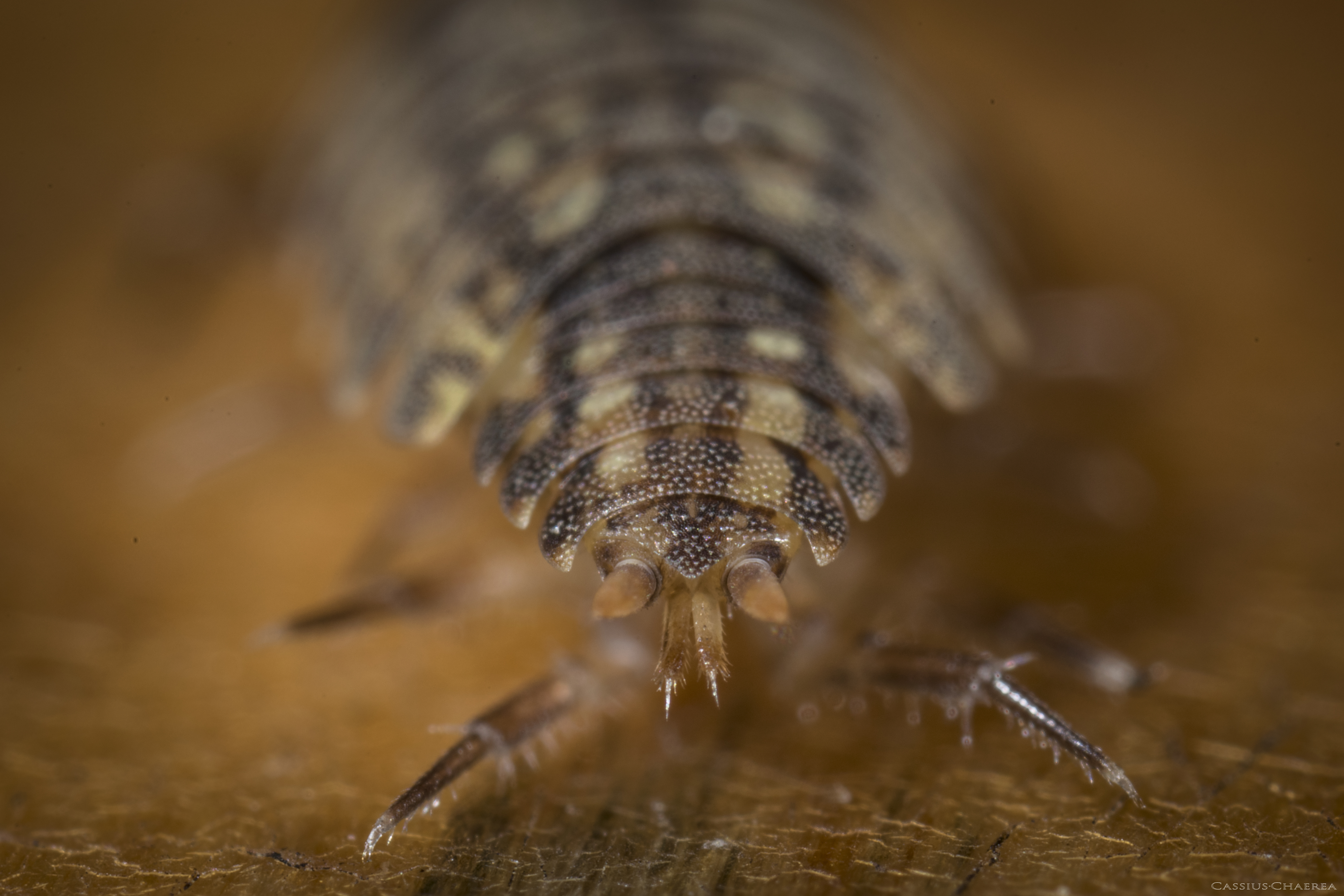
Hinterleib (Pleon) eines Exemplars. Gut erkennbar sind die Uropoden

Lepidoniscus minutus ist eine östlich-zentraleuropäisch verbreitete Art der Landasseln.

## Merkmale und Verwechslungsarten
Die Körperlänge beträgt 6–9 mm. Der Körper ist schmal oval. Der Hinterleib (Pleon) ist schmaler als die Brust (Thorax). Die Körperoberfläche ist relativ glatt und undeutlich gekörnt. Die Grundfarbe ist moosgrün bis grau-braun, eine Marmorierung kann vorhanden sein, es befinden sich weißliche oder gelbliche Flecken auf dem Körper. Die Hinterecken des 1. Segments sind nach vorn gerundet und nicht spitz ausgezogen. Die Seitenlappen am Kopf fehlen. Das Telson läuft spitz zu und die Uropoden-Außenäste (Exopodite) sind abgeflacht. Die Außen-Äste der Uropoden sind länger und breiter als die Innen-Äste. Das Grundglied der Uropoden hat keinen Fortsatz. Die Antenne weist 3 Geißelglieder auf. Die Augen bestehen aus über 5 Ocellen. Ein Stirndreieck ist nicht vorhanden. Trachealsysteme sind nicht vorhanden. Durch diese Merkmale ähnelt die Art der Moosassel (Philoscia muscorum), Philoscia affinis und Lepidoniscus pruinosus. Bei den Philoscia-Arten ist die Linea frontalis jedoch gut ausgebildet und die Linea supra-antennalis fehlt dafür. Die Lepidoniscus-Arten sind durch ein Fehlen von Mittellappen oder Leisten gekennzeichnet. Das 7. Laufbein der Männchen weist bei ihnen keine Modifikationen auf. Eine Unterscheidung von L. pruinosus ist über die Innenäste der 1. Hinterleibsbeine (Pleopoden-Exopodite) der Männchen möglich. Diese verlaufen bei L. minutus gerade zueinander parallel und bei L. pruinosus nach außen gekrümmt divergierend.

## Verbreitung und Lebensraum
Lepidoniscus minutus ist im östlichen Zentraleuropa verbreitet. Bekannt ist die Art aus Deutschland, der Schweiz, Polen, Tschechien, Österreich, Italien und Ungarn. In der Schweiz ist die Art nur aus dem äußersten Norden bekannt, in Italien gibt es nur Funde aus der Nähe von Venedig und in Polen kommt die Art nur im Süden des Landes vor. In Ungarn kommt die Art bis in den Süden und Westen des Landes vor. In Deutschland wird nach Westen hin der Rhein erreicht, jedoch nicht überschritten. Im Norden bilden die Mittelgebirge die Nordgrenze der montanen Art, die Ebenen werden gemieden.
In Deutschland ist die Art aus Nordrhein-Westfalen, Niedersachsen, Rheinland-Pfalz, Hessen, Baden-Württemberg, Bayern, Thüringen, Sachsen und Sachsen-Anhalt bekannt. Isolierte Vorkommen scheint es auch in Schleswig-Holstein und eventuell Mecklenburg-Vorpommern zu geben. In Hessen ist die Art vorwiegend im Taunus, Westerwald und Westhessischen Berg- und Senkenland zu finden, in der Wetterau und der Mainebene fehlt sie.
Die Tiere leben in Laubwäldern und Waldrändern und finden sich unter Holz, Moos und Laub. Die Art meidet sehr trockene und sehr nasse Standorte. Bevorzugt lebt sie in Steinbrüchen oder an Felshängen unter Moos und Gras. Auch an Brücken in Wäldern tritt sie häufig auf und sitzt dort wiederum unter Moos oder in Mauerritzen. Je nach Luftfeuchtigkeit läuft die Assel frei auf den veralgten und vermoosten Steinen umher.
Die Art gilt als ungefährdet.

## Lebensweise
Die Tiere bleiben starr bei Störung, bis zur Attackierung, dann fliehen sie schnell laufend. Die Art ist ganzjährig zu finden. Mit folgenden anderen Landasseln ist Lepidoniscus minutus häufig vergesellschaftet: Trichoniscus pusillus, Oniscus asellus, Trachelipus ratzeburgii, Porcellium conspersum, Armadillidium pictum und Armadillidium pulchellum.

## Taxonomie
Die Art wurde 1838 von Carl Ludwig Koch unter dem Namen Oniscus minutus erstbeschrieben. Weitere Synonyme lauten: Lepidoniscus carpathicus Strouhal, 1940, Lepidoniscus ericarum Verhoeff, 1908, Lepidoniscus germanicus (Verhoeff, 1896), Lepidoniscus pannonicus Verhoeff, 1908, Oniscus madidus C.L.Koch, 1841, Philoscia fischeri L.Koch, 1901 und Philoscia pannonica Verhoeff, 1908.